# Maják Morant Point
Maják Morant Point (anglicky: Morant Point Lighthouse) stojí na nejvýchodnějším cípu Jamajky. Je ve správě úřadu přístavní správy, agentury Ministerstva dopravy.
Maják je veden v seznamu Jamaica National Heritage Trust jako národní památník.

## Historie
Maják navrhl Alexander Gordon a byl postaven v roce 1841 pod dozorem Georga Groveho, pozdějšího hudebního skladatele. Maják byl vyroben v Londýně, segmenty byly dopraveny lodí na Jamajku a následně sestaveny muži etnické skupiny Kru z Afriky (svobodní Afričané, kteří byli dovezeni na Jamajku po zrušení otroctví). Je nejstarším majákem ostrova a prvním litinovým majákem na severní polokouli.

## Popis
Litinová věž ve tvaru komolého kužele vysoká 30 metrů je ukončená ochozem a lucernou. Průměr u betonové základny je pět metrů a tři metry na vrcholu. Maják má bílo-červené široké pruhy. Galerie a lucerna mají červenou barvu. Na ochranu kovové základny věže proti příboji během hurikánu byla postavena půlkruhová zděná stěna ze strany moře.

## Data
- výška světla 35 m n. m.
- tři záblesky (0,3 s) bílého světla v intervalu 20 sekund[5][6]

| Barva                                          | bílá      | Zdroj |
| Charakteristika (0,4+2,9+0,4+2,9+0,4+13 = 20 s |           | [ 6 ] |
| Azimut                                         | 114°–067° | [ 6 ] |
| Výseč                                          | 47°       | [ 6 ] |
| Dosvit nm]                                     | 22        | [ 6 ] |

označení
- Admiralty: J5282
- ARLHS: JAM-004
- NGA: 13860

## Galerie

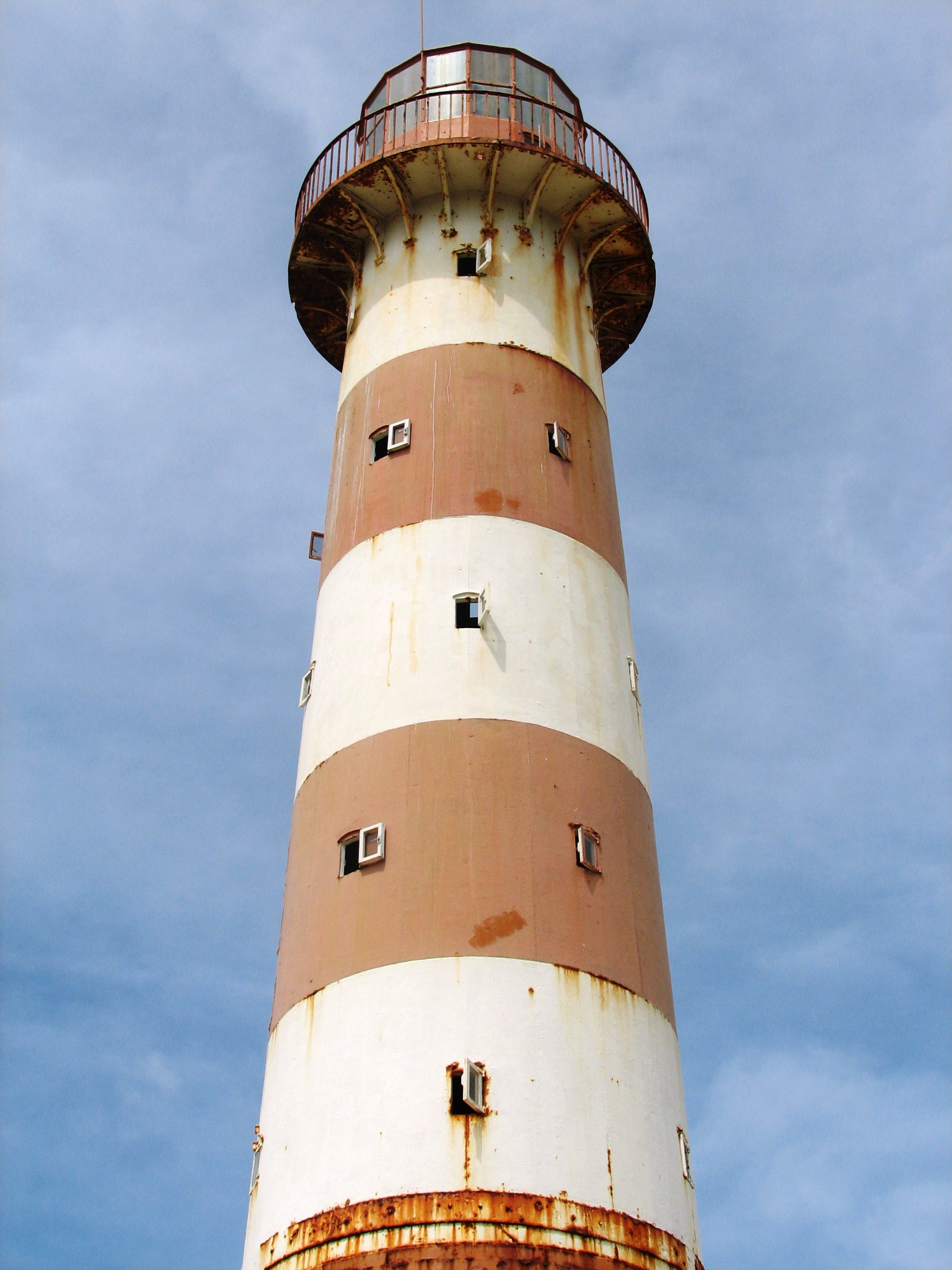
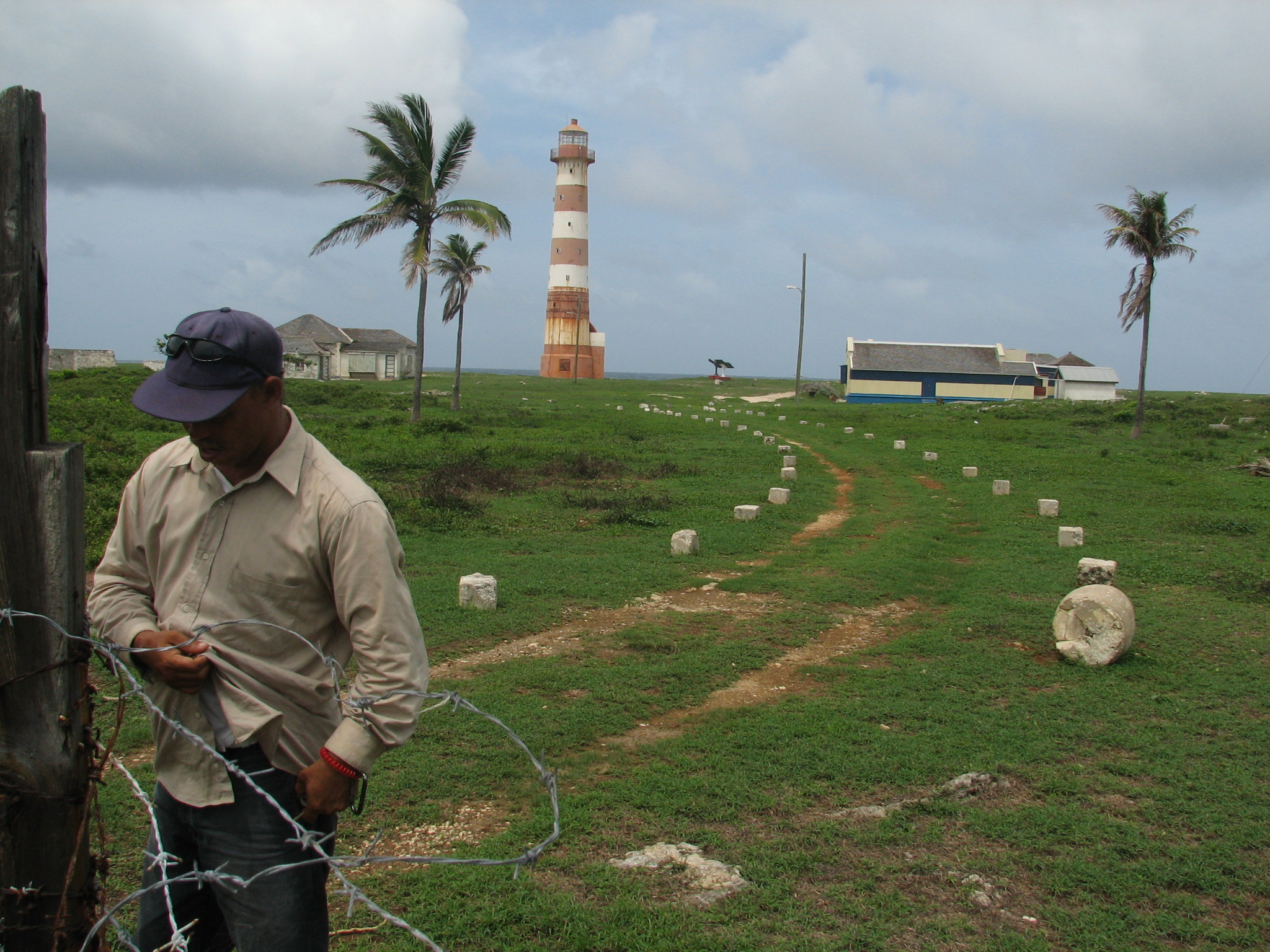